# San Javier (Santa Cruz)
Pour les articles homonymes, voir San Javier.
San Javier est une ville du département de Santa Cruz en Bolivie située dans la province de Ñuflo de Chávez. Sa population s'élevait à 6 048 habitants en 2001.

## Patrimoine mondial
Cet endroit est connu par l'une des missions jésuites de Chiquitos, a déclaré un site du Patrimoine mondial en 1990,.